# Александров, Никита Игоревич
Никита Игоревич Александров (род. 16 сентября 2000, Бургведель, Нижняя Саксония) — российский хоккеист, нападающий.

## Биография
Младший сын хоккеиста Игоря Александрова, в 1990-х годах уехавшего в Германию. Играл за юношеские команды клуба «Изерлон Рустерс». На драфте НХЛ 2019 года во 2-м раунде был выбран под общим 62-м номером клубом «Сент-Луис Блюз». Три сезона (2017/18 — 2019/20) провёл в команде QMJHL «Шарлоттаун Айлендерс». В сезоне 2020/21 на правах аренды играл в чемпионате Финляндии за «КооКоо», провёл 7 матчей за клуб AHL « Ютика Кометс». В сезоне 20221/22 — в клубе AHL «Спрингфилд Тандербёрдс».
Отклонял предложения получить немецкий паспорт и выступать за сборную Германии. Серебряный призёр молодёжного чемпионата мира 2020 в составе сборной России.
10 ноября 2022 года дебютировал в НХЛ в составе «Сент-Луис Блюз». Первое очко набрал 16 ноября в игре против «Чикаго». Всего в сезоне 2022/23 сыграл 28 матчей и набрал 7 очков (3+4).